# Dietmar Rothermund
Dietmar Otto Ernst Rothermund (* 20. Januar 1933 in Kassel; † 9. März 2020 in Dossenheim) war ein deutscher Historiker und Professor für Geschichte Südasiens an der Ruprecht-Karls-Universität Heidelberg. Auf internationaler Ebene galt er als ein wichtiger Repräsentant der deutschen Geschichtswissenschaft. Obwohl er seine akademische Laufbahn als Amerikanist begonnen hatte, gelang es ihm, sich einen besonderen Status in der deutschen Historiographie Südasiens zu verschaffen. Es war sein Ziel, den Grundstein für Südasien-Studien in Deutschland und Europa zu legen.

## Kindheit und Jugend
Dietmar Rothermund wurde als Sohn des Diplom-Ingenieurs Theodor Rothermund (1902–1971) und dessen Frau Charlotte, geb. Gandow (1903–1982), in Kassel geboren. Schon früh interessierte er sich für Indien und dessen Kultur. So las er schon in jungen Jahren die frühindischen philosophischen Upanishaden-Texte, außerdem fertigte er bereits in seiner Schulzeit eine Karte mit Indiens wichtigsten Tempeln an. Wenige Jahre vor seinem Abitur schrieb Rothermund einen Brief an Jawaharlal Nehru, dem damaligen Ministerpräsidenten Indiens. Schon als Kind hatte er begeistert die Autobiographie Nehrus gelesen. 1929 klagte Nehru als Präsident des Indian National Congress darüber, dass der Kongress bisher zwar kulturelle, aber keine sozialen Fortschritte verzeichnen konnte. Darauf bezogen formulierte Rothermund seine Frage, ob ihm dies nach der indischen Unabhängigkeit unter seiner Führung gelungen sei. Der Brief blieb unbeantwortet und auch bei einem persönlichen Treffen einige Jahre später, gab ihm Nehru keine Auskunft.

## Akademische Laufbahn
Rothermund studierte Geschichte und Philosophie an den Universitäten Marburg, München und Philadelphia. In den USA wurde er 1959 mit einer Arbeit zur US-amerikanischen Sozialgeschichte promoviert. Mithilfe eines Fulbright-Stipendiums konnte er in Pennsylvania studieren und dort mit 26 Jahren seine Dissertation mit dem Titel: The Layman’s Progress. Religious and Political Experience in Colonial Pennsylvania. 1740–1770 verfassen. Er beschäftigte sich dabei mit der „wachsenden Politisierung konfessioneller Gruppen in Pennsylvania in der späten Kolonialzeit und im Vorfeld der amerikanischen Unabhängigkeit“. Sie gewann große Aufmerksamkeit in den USA und England bis in die Gegenwart. Nicht umsonst wurde sie 1962 von der Oxford University Press und 1963 von der Cambridge University Press veröffentlicht. Zwischen 1961 und 2020 erschienen insgesamt 17 Editionen an der University of Pennsylvania.
1963 wurde Rothermund Wissenschaftlicher Assistent am Lehrstuhl für Geschichte am Südasieninstitut in Heidelberg. Kurz nach seiner Habilitation The Land and the Law in India, 1875–1900, 1968 wurde er zum Professor der Geschichte Südasiens am Südasieninstitut ernannt. Zu diesem Zeitpunkt war dies die einzige Professur der neueren Geschichte Südasiens in der Bundesrepublik. Bis zu seiner Emeritierung 2001 hatte er die Professur inne und war insgesamt 15 Jahre leitender Geschäftsführer des Südasieninstituts.

## Forschung und Schwerpunkte

### Passage to India 1960–1963
Durch seine erfolgreiche Dissertation schien Rothermund auf direktem Wege zu sein, Spezialist für amerikanische Geschichte zu werden. Doch durch ein Stipendium der Deutschen Forschungsgemeinschaft (DFG), welche ihm einen Dreijahresaufenthalt in Indien ermöglichte, fasste Rothermund den Entschluss, seine Forschung Südasien zu widmen. Auf einem Frachter erreichte er Mitte Januar 1960 Bombay (heutiges Mumbai) und war sofort beeindruckt von der vielfältigen Kultur Südasiens. Bereits im ersten Jahr hielt er einen Vortrag beim Indian History Congress an der Aligarh University über das indische Non-Cooperation Movement gegen die indische Kolonialherrschaft.
Das wahre Ende seines dreijährigen Aufenthalts ist wohl Rothermunds letzte Veröffentlichung My Encounters in India. Er knüpfte einige Kontakte zu forschenden Kollegen im indischen Nationalarchiv und berichtet in seiner letzten Veröffentlichung von Begegnungen mit 135 politischen, kulturellen und wissenschaftlichen Persönlichkeiten Indiens seit 1961. Hierzu zählen u. a. der bereits genannte Jawaharlal Nehru, Manmohan Singh oder Indira Gandhi. Kurz nach seinem Indienaufenthalt besuchte Rothermund 1963 noch die National University of Australia als Visiting Fellow.

### Beziehungen zwischen Indien und der Sowjetunion
Rothermund fasste seine Forschung bezüglich der Beziehung zwischen Indien und der Sowjetunion in einer kurzen monographischen Studie mit dem Titel Indien und die Sowjetunion zusammen, welche die Sowjetische Entwicklungshilfe, die gegenseitigen Handelsbeziehungen, das Dreiecksverhältnis China-Indien-Sowjetunion, das Verhältnis der indischen Kommunisten in Moskau und die Stabilität Indiens und Pakistans thematisierte.

### Wirtschaftsgeschichte
Die Wirtschaftsgeschichte packte Rothermund zwischen den frühen 1980er und den 1990er Jahren. Da dieses Thema einer der größten Hauptschwerpunkte in Rothermunds Forschung war, verfasste er hierzu einige Monographien und Sammelbände. Hierzu zählt u. a. Indiens wirtschaftliche Entwicklung von der Kolonialherrschaft bis zur Gegenwart.
Eines seiner wohl umfassendsten Werke in Bezug auf Indiens Wirtschaftsgeschichte ist Indien. Aufstieg einer asiatischen Weltmacht (India: The Rise of an Asian Giant), welches als Höhepunkt seiner Studien in diesem Bereich bezeichnet werden kann. In jener Monographie beschreibt Rothermund Indiens gewaltiges ökonomisches und politisches Potential und belegt dies anhand Indiens „stabiler Demokratie“ und seiner hochmotivierten Mittelschicht.

#### Agrarsystem Indiens in der Kolonialzeit
Im Zuge seiner Habilitation beschäftigte sich Rothermund mit Indiens Agrarsystem zur Kolonialzeit. 1978 veröffentlichte er knapp zehn Jahre nach seiner Habilitation, seine Monographie Government, Landlord and Peasant in India. Agrarian Relations under British Rule, 1865–1935 , die seine internationale Reputation stärkte.

#### Studie zur Weltwirtschaftskrise
Rothermunds Werk The Global Impact of the Great Depression 1929–1939, beschreibt seine Studien zur Weltwirtschaftskrise, mit Kapiteln über China, Südostasien und Lateinamerika. Mit India in the Great Depression, 1929–1939 richtete Rothermund den Fokus auf die Auswirkungen der Wirtschaftskrise für Indien und seine Bewohner.

### Einführungs- und Überblickstexte zur Geschichte Indiens
Mit der Geschichte Indiens hat Rothermund mit seinem Kollegen Hermann Kulke ein wahres Standardwerk geschaffen, was u. a. ins Italienische, Türkische, Rumänische und Chinesische übersetzt wurde. Zunächst 1982 auf Deutsch veröffentlicht, wurde das Werk 1986 ins Englische übersetzt und in beiden Sprachen sehr erfolgreich. Viele weitere Auflagen sollten folgen, hierzu zählen bspw. Geschichte Indiens. Von der Induskultur bis heute, oder Geschichte Indiens. Vom Mittelalter bis zur Gegenwart.

### Begutachtung des aktuellen Indiens
Auch Indiens Zeitgeschichte war Teil der überaus vielseitigen Studien Rothermunds. 1996 veröffentlichte er einen Band mit dem Titel Liberalising India. Progress and Problems, welcher auf einer von ihm organisierten, in der Nehru Memorial Library in Delhi gehaltenen Konferenz fußte, an der viele hohe indische Regierungsbeamte teilnahmen. Außerdem ist in diesem Zusammenhang noch seine Monographie zum Krisenherd Kaschmir zu erwähnen. Rothermund beschreibt den Beginn durch die Teilung Britisch-Indiens 1947 und Auswirkungen zeitgeschichtlicher Ereignisse, wie 9/11.

### Deutsch-indische kulturelle Beziehungen
Dietmar Rothermund war es äußerst wichtig, die Beziehung zwischen Indien und Deutschland zu stärken und zu festigen. Neben seinem Engagement in diesem Bereich, hat er auch einige Werke veröffentlicht. Hierzu zählt u. a. Rabindaranath Tragore in Germany, wo er die Indieneuphorie der 20er Jahre in Deutschland festhält, welche durch die Besuche des großen Bengalen und Gandhianer Rabindranath Tragore aufgetreten ist. Des Weiteren ist seine Biographie über Mahatma Gandhi und sein Indienhandbuch hervorzuheben, da beide das Wissen über Indien und eine seiner wichtigsten Persönlichkeiten in Deutschland wachhielten. Das Handbuch wurde von mehreren Autoren verfasst und liefert wichtige Grundkenntnisse über das moderne Indien.

### Über Südasien hinausgehende Studien
Der Heidelberger Historiker beschränkte sich nicht allein auf Südasienstudien, denn auch Themen zur Kolonialgeschichte und Asien im Allgemeinen gerieten in seinen Fokus. So verfasste er 1978 sein Werk Europa und Asien im Zeitalter des Merkantilismus, welches ebenfalls unter seinen Forschungsschwerpunkt der Wirtschaftsgeschichte zu fassen wäre. Zum Thema Kolonialgeschichte schuf er 2006 den weltgeschichtlichen Band The Routledge Companion to Decolonization. In einzelnen Kapiteln werden hierbei die Entkolonialisierungsprozesse in Afrika, Asien, der Karibik und dem Pazifik beschrieben, welche chronologisch und anschaulich mit Karten dargestellt werden.

### Kritik
Aufgrund des größeren Publikums wechselte Rothermund recht früh zum Englischen, wenn es um die Veröffentlichung seiner Werke ging. Seine Veröffentlichungen beriefen sich zumeist ausschließlich auf englische Quellen, was, laut der Meinung einiger Kritiker, eine regierungsnahe Interpretation förderte und die einheimischen Perspektiven ignorierte. Für die überwiegende Mehrheit war dies aber ein zu verkraftender Verlust, wenn man beachtet, in welcher Frequenz er Publikationen verfasste und veröffentlichte.

## Engagement
Rothermunds Bemühungen beschränkten sich nicht allein auf Deutschland, auch auf internationaler Ebene war er stets engagiert. Im nationalen Kontext ist zu behaupten, dass Dietmar Rothermund die Südasienstudien in Deutschland aus dem „akademischen Elfenbeinturm“ befreit hat.

### Das Heidelberger Südasieninstitut (SAI)
Zum Heidelberger Südasieninstitut hatte Rothermund eine enge Bindung. Fast seine gesamte akademische Laufbahn spielte sich, am damals noch jungen und von Werner Conze frisch ins Leben gerufenen Südasieninstitut in Heidelberg ab. Hier war er von 1963 Wissenschaftlicher Assistent am Lehrstuhl für Geschichte, bis er 1968 zum Professor der Geschichte Südasiens ernannt wurde. Ein Drittel seiner 38 Jahre am SAI war er Geschäftsführender Direktor. Unter Rothermunds Führung entwickelte sich das Institut rasch, so galt das SAI kurz nach Rothermunds Emeritierung 2001 als die führende Zentrale für südasiatische Studien in Deutschland und auch eins der führenden Institute in diesem Bereich weltweit. Durch Dietmar Rothermund wurde das Heidelberger Südasieninstitut zu einer wichtigen Anlaufstelle für indische Wissenschaftler, Diplomaten und Politiker. Die bedeutende Rolle, die Rothermund für das SAI hatte, wird mit der scherzhaften Bezeichnung von „Dietmars Institute“ deutlich, welche von Kollegen gerne und häufig benutzt wurde.

### European Association of South Asian Studies (EASAS)
Die European Association of South Asian Studies ging aus einer 1966 in Bad Herrenalb organisierten kleinen Konferenz des Südasieninstituts hervor. Das erste offizielle Treffen der European Conference of Modern South Asian Studies fand in Cambridge 1968 statt. Die Konferenz wechselte im Zweijahrestakt zwischen verschiedenen europäischen Forschungszentren, so fand 1972 die dritte Konferenz erstmals am Heidelberger Südasieninstitut statt. Die EASAS entwickelte sich mit Rothermund als Gründungsvater und langjährigem Vorsitzenden (1997–2006) zu einer der bedeutendsten europäischen Verbünde ihrer Art. 2001 wurde zum Anlass Rothermunds Emeritierung die 17. Konferenz mit über 250 internationalen Teilnehmern in Heidelberg veranstaltet. Die regelmäßig abgehaltenen Sitzungen verschafften Europa eine bedeutende Stellung für Südasienstudien weltweit.

### Arbeitskreis außereuropäischer Geschichte
Auf dem Historikertag in Würzburg 1980 versammelte Dietmar Rothermund eine kleine Gruppe Gleichgesinnter, welche versuchen wollten, „außereuropäische Themen“ mehr in den Fokus deutscher Geschichtswissenschaft zu rücken. Rothermund betrachtete dies als sein Ziel in den 1980/90er Jahren. Seit dem ersten Treffen 1980 in Würzburg, traf sich der „Arbeitskreis außereuropäischer Geschichte“ (AAG) regelmäßig während der Historikertage. Auf dem Historikertag in Berlin 1984, wurde Rothermund zum Vorsitzenden des Arbeitskreises gewählt, dessen Geschäfte er viele Jahre führte. Im Oktober 1988 beschloss der Deutsche Historikertag in seiner 37. Sitzung, dass Außereuropäische Geschichte, ein größeres Thema in der deutschen Geschichtswissenschaft werden sollte. Auf dem Aachener Historikertag 2000 erreichte Rothermund, dass der AAG von den deutschen Historikern offiziell anerkannt wurde. Maßgeblich dafür war ein von der Deutschen Forschungsgemeinschaft (DFG) eingerichtetes Schwerpunktprogramm über die „Transformationen der außereuropäischen Expansion vom 15. bis zum 20. Jahrhundert. Untersuchungen zur Kognitiven Interaktion europäischer mit außereuropäischen Gesellschaften“. Aus diesen Entwicklungen resultierte das Periplus. Jahrbuch außereuropäischer Geschichte, welches koloniale Geschichte und die Geschichte der Welt außerhalb des Westens thematisierte.

### Die Heidelberger Südasiengespräche
Die Heidelberger Südasiengespräche, welche seit 1991 im Umfeld des Heidelberger Südasieninstituts stattfanden, gingen auf direkte Initiative Dietmar Rothermunds zurück, welcher sie ebenfalls bis zu seiner Emeritierung Co-organisierte. Er bot mit den Gesprächen ein Forum zum Austausch zwischen Wissenschaft, Wirtschaft sowie Vertretern der Politik und des öffentlichen Lebens. Hierbei wollte das SAI seinen Beitrag leisten zur Diskussion und Gestaltung der Kooperation der Bundesrepublik Deutschland mit den Ländern Südasiens. Die interne Entwicklung dieser Länder und ihre Position im internationalen Zusammenhang waren Teil der Analyse aktueller Probleme und dem Versuch längerfristige Perspektiven aufzuzeigen. So lauteten die Gesprächsthemen (Stand 30. Juni 2000) „Indien“ (1990), „Pakistan“ (1991), "Bangladesch" (1992), „Nepal und Himalaya-Region“ (1933), „Sri Lanka“ (1994), „Die deutsche Zusammenarbeit mit Südasien“ (1995), „Ernährungssicherung in Südasien“ (1996), „50 Jahre unabhängiges Südasien. Aufbruch, Wandel, Zukunftsperspektiven“ (1997) und „Die südostasiatische Wirtschaftskrise – Diagnosen, Therapien und Implikationen für Südasien“ (1998).

### Kultureller Austausch
Für den Heidelberger Historiker war der kulturelle Austausch zwischen Deutschland und Südasien von großer Bedeutung. Jahrzehntelang galt Rothermund als Kontaktmann Nr. 1. wenn indische Politiker Deutschland besuchten. Auch begleitete er häufig deutsche Minister und andere Abgesandte auf ihren Südasientouren. Für diesen Einsatz und viele andere Tätigkeiten wurde Dietmar Rothermund im Oktober 2011 das Bundesverdienstkreuz 1. Klasse verliehen. Auch stand Rothermund jederzeit für Interviews im Radio und Fernsehen zur Verfügung, auch wenn er es sehr bedauerte, dass er immer nur anlässlich von Krisen und Katastrophen befragt wurde. Im Zusammenhang seines Engagements im kulturellen Austausch ist auch die Regierungsamtliche Indo-German Consultative Group anzuführen. Rothermund war seit 1992 Mitglied der von Helmut Kohl auf Vorschlag des indischen Premierministers Narasimha Rao begründeten Institution. Sie wurde begründet, um die Wirtschaftskontakte zwischen Indien und Deutschland zu intensivieren.

### Förderung von jungen Talenten
Rothermund und seine Kurse waren immer sehr beliebt unter den Heidelberger Studenten. Viele kamen aus aller Welt um ihre Dissertation unter seine Aufsicht zu schreiben. Rothermund hat hierbei nicht weniger als 44 Studenten bei ihrer Dissertation begleitet. Viele seiner früheren Schützlinge haben heute Lehrstühle inne. Mit Dietmar Rothermund hatten besonders die ausländischen Studenten einen wichtigen Mitstreiter, weil die Promotionsordnung damals vorsah, dass die Dissertation auf Deutsch oder Latein zu verfassen sei. Rothermund gelang es, meist eine englische Dissertation zu ermöglichen, obgleich dafür ein spezieller Antrag gestellt werden musste.

## Ehrungen
- 1988: Fellow der Royal Historical Society in London
- 1994: Hemchandra Raychaudhury Gold Medal der Asiatic Society in Kalkutta
- 2011: Rabindranath-Tagore-Kulturpreis der Deutsch-Indischen Gesellschaft
- 2011: Verdienstkreuz 1. Klasse der Bundesrepublik Deutschland

## Schriften (Auswahl)
Rothermunds Publikationen sind in seiner Festschrift veröffentlicht, die von Georg Berkemer, Tilman Frasch, Hermann Kulke und Jürgen Lütt herausgegeben wurde. Alle Werke nach 2001 sind dem Katalog der Deutschen Nationalbibliothek entnommen.

### Monographien
- The Layman’s Progress. Religious and Political Experience in Colonial Pennsylvania. 1740–1770, Philadelphia: Univ. of Philadelphia Press 1961.
- Studien zur Entwicklung in Süd- und Ostasien: Neue Folge, Frankfurt am Main/Berlin (= Schriften des Instituts für Asienkunde in Hamburg. 16): Metzner 1964.
- Die politische Willensbildung in Indien 1900–1960, Wiesbaden (= Schriftenreihe des Südasieninstituts der Universität Heidelberg. 1): Harrassowitz 1965.
- Der Freiheitskampf Indiens. 2. Auflage. Stuttgart (= Quellen und Arbeitshefte zur Geschichte und Gemeinschaftskunde. 4251): Klett 1967.
- Indien und die Sowjetunion, Tübingen (= Forschungsberichte und Untersuchungen zur Zeitgeschichte. 23): Boehlau 1968.
- The Phases of Indian Nationalism and Other Essays, Bombay: Nachiketa Publications 1970.
- Grundzüge der indischen Geschichte, Darmstadt: Wissenschaftliche Buchgesellschaft 1976.
- Europa und Asien im Zeitalter des Merkantilismus, Darmstadt (= Erträge der Forschung. 80): Wissenschaftliche Buchgesellschaft 1978.
- Government, Landlord and Peasant in India. Agrarian Relations under British Rule. 1865–1935, Wiesbaden (= Schriftenreihe des Südasieninstituts der Universität Heidelberg. 25): Steiner 1978.
- Fünfmal Indien, München (3rd rev. ed. München 1990): Piper 1979.
- Indien, Photos: Ursula und Willi Dolder, Text: Dietmar Rothermund, Luzern (2nd ed. Frankfurt am Main 1995): Bucher 1980.
- Asian Trade and European Expansion in the Age of Mercantilism, New Delhi: Manohar 1981.
- Geschichte Indiens (zusammen mit Hermann Kulke), Stuttgart (2nd ed. München 1998): Kohlhammer 1982.
- India, Photographs by Ursula and Willi Dolder, London: Bucher 1982.
- Indische Geschichte vom Altertum bis zur Gegenwart. Literaturbericht über neuere Veröffentlichungen (zusammen mit Hermann Kulke et al.), München (= Historische Zeitschrift, Sonderheft. 10): Oldenbourg 1982.
- The Indian Economy Under British Rule and Other Essays, New Delhi: Manohar 1983.
- Gebrauchsanweisung für Indien, München: Piper 1984.
- Indiens wirtschaftliche Entwicklung. Von der Kolonialherrschaft bis zur Gegenwart, Paderborn: Schöningh 1985.
- A History of India (zusammen mit Hermann Kulke), London/Sidney/Totowa: Barnes & Noble Books 1986.
- The German Intellectual Quest for India, New Delhi: Manohar 1986.
- An Economic History of India. From Pre-colonial Times to 1986. London/New York/New Delhi (2nd ed. 1993): Croom Helm 1988.
- Buchers Indien. Tempel und Legenden, Photos: Jenner Zimmermann, Text: Dietmar Rothermund, München: Bucher 1988.
- Indische Geschichte in Grundzügen, Darmstadt (1. Auflage: Grundzüge der indischen Geschichte, Darmstadt 1976): Wissenschaftliche Buchgesellschaft 1989.
- Mahatma Gandhi. Der Revolutionär der Gewaltlosigkeit. Eine politische Biographie, München 1989; München (2. Auflage: Mahatma Gandhi. Eine politische Biographie, München 1997): Piper 1989.
- Mahatma Gandhi. An Essay in Political Biography, New Delhi (= Perspectives in History. 5; 2nd ed. 1998): Manohar 1991.
- Storia dell´India (zusammen mit Hermann Kulke), trsl. M. Cristiani, Milano: Garzanti 1991.
- Die Welt in der Wirtschaftskrise, 1929–1939, Münster etc. (= Periplus Texte. 1): Lit 1992.
- India in the Great Depression, 1929–1939, New Delhi (= Perspectives in History. 6): Manohar 1992.
- An Economic History of India. From Pre-colonial Times to 1991. London (1st ed. 1988): Routledge 1993.
- Staat und Gesellschaft in Indien, Mannheim etc. (= Meyers Forum. 15): BI-Taschenbuchverlag 1993.
- Geschichte als Prozess und Aussage: Eine Einführung in Theorien des historischen Wandels und der Geschichtsschreibung, München: Oldenbourg 1994.
- The Global Impact of the Great Depression, 1929–1939, London/New York: Routledge 1996.
- A History of India (zusammen mit Hermann Kulke), London/New York (1st ed. London/Sydney 1986): Routledge 1997.
- Mahatma Gandhi. Eine politische Biographie, München (= Beck’sche Reihe. 1218: 1st ed: Mahatma Gandhi. Der Revolutionär der Gewaltlosigkeit. Eine politische Biographie, München 1989): C. H. Beck 1997.
- Delhi, 15. August 1947. Das Ende kolonialer Herrschaft, München (= 20 Tage im 20. Jahrhundert): Dt. Taschenbuchverlag 1998.
- Geschichte Indiens. Von der Induskultur bis heute, München (2. Auflage): C. H. Beck 1998.
- Was kann Indien uns lehren, Berlin: Lotos 2000.
- Krisenherd Kaschmir. Der Konflikt der Atommächte Indien und Pakistan, München: C. H. Beck 2002.
- Geschichte Indiens. Vom Mittelalter bis zur Gegenwart, München: C. H. Beck 2002.
- Atommacht Indien. Von der Bündnisfreiheit zur amerikanischen Allianz, Wien: Picus 2002.
- Der indische Ozean. Das afro-asiatische Meer als Kultur- und Wirtschaftsraum, Wien: Promedia 2004.
- The Routledge Companion to Decolonization, London: Routledge 2006.
- Indien. Aufstieg einer asiatischen Weltmacht, München: C. H. Beck 2008.
- India. The Rise of an Asian Giant, London: Yale University Press 2008.
- Quo vadis Asien? China, Indien, Russland, Mittlerer Osten und Zentralasien im globalen Kontext, Schwalbach am Taunus: Wochenschau-Verlag 2009.
- Gandhi und Nehru. Zwei Gesichter Indiens, Stuttgart: Kohlhammer 2010.
- Gandhi. Der gewaltlose Revolutionär, München: C. H. Beck 2011.
- Historische Horizonte, Baden-Baden: Nomos 2015.
- Erinnerungskulturen post-imperialer Nationen, Baden-Baden: Nomos 2015.
- Aspects of Indian and Global History. A Collection of Essays, Baden-Baden: Nomos 2016.
- The Industrialization of India, Baden-Baden: Nomos 2019.
- My Encounters in India, Delhi: Primus-Books 2020.

### Edierte Werke
- Rabindranath Tagore in Germany. A Cross-Selection of Contemporary Reports, New Delhi: Max Mueller Bhavan publications 1961.
- Mahatma Gandhi 1869–1969 (zusammen mit Eberhard Jäckel et al.), Bonn: Inter Nationes 1969.
- South Asia Institute. The First Decade, 1962–1972 (zusammen mit A. K. Ray), Heidelberg (= Bulletin of South Asia Institute of Heidelberg University. 1973) 1973.
- Islam in Southern Asia. A Survey of Current Research, Wiesbaden (= Beiträge zur Südasien-Forschung. 16): Steiner 1975.
- Zamindars, Mines and Peasants. Studies in the History of an Indian Coalfield and Its Rural Hinterland (together with D.C. Wadhwa), New Delhi (= South Asian Studies. 9a; and Dhanbad Research Project. 1): Manohar 1978.
- Government, Landlord and Peasant in India. Agrarian Relations under British Rule, 1865–1935 (= Schriftenreihe des Südasien-Instituts der Universität Heidelberg. 25). Steiner, Wiesbaden 1978, ISBN 3-515-02764-5.
- Urban Growth and Rural Stagnation (zusammen mit Erhard Kropp and Gunther Dienemann), New Delhi (= South Asian Studies. 9b; Dhanbad Research Project. 2): Manohar 1980.
- Die Peripherie in der Weltwirtschaftskrise. Afrika, Asien und Lateinamerika 1929–1939. Paderborn (= Sammlung Schoeningh zur Geschichte und Gegenwart): Schoeningh 1983.
- South Asia Institute: The Second Decade (zusammen mit Siegfried Schwertner), Heidelberg (= Bulletin of the South Asia Institute of Heidelberg University. 1983/84) 1984.
- Regionale Tradition in Südasien (zusammen mit Hermann Kulke), Stuttgart (= Beiträge zur Südasien-Forschung. 104): Steiner 1985.
- Education and the Integration of Ethnic Minorities. Papers presented at a workshop held at Bad Homburg, Germany 3.-6.6.1984 (zusammen mit John Simon), London/New York (= A Publication of the International Centre for Ethnic Studies): Pinter 1986.
- Erste Heidelberger Südasiengespräche, Stuttgart (= Beiträge zur Südasien-Forschung. 135): Steiner 1990.
- Emporia, Commodities and Entrepreneurs in Asian Maritime Trade, C. 1400-1750 (together with Roderich Ptak), Stuttgart (= Beiträge zur Südasien-Forschung. 141): Steiner 1991.
- Periplus 1991. Jahrbuch für außereuropäische Geschichte 1 (in cooperation with Willi Paul Adams et al.), Münster: Lit 1991.
- Regional Disparities in India. Rural and Industrial Dimensions (together with Suranjit K. Saha), New Delhi (= Proceedings of the 10th European Conference on Modern South Asia Studies. 2): Manohar 1991.
- Nationalstaat und Sprachkonflikte in Süd- und Südostasien (together with Dagmar Hellmann-Rajanayagam), Stuttgart (= Beiträge zur Südasien-Forschung. 149): Steiner 1992.
- Periplus 1992. Jahrbuch für außereuropäische Geschichte 2 (in cooperation with Willi Paul Adams et al.), Münster: Lit 1992.
- Periplus 1993. Jahrbuch für außereuropäische Geschichte 3 (in cooperation with Willi Paul Adams et al.), Münster: Lit 1993.
- South Asia Institute. The Third Decade (together with Siegfried Schwertner) (= Bulletin of the South Asia Institute of Heidelberg University 1985/92), Heidelberg: 1993.
- Periplus 1994. Jahrbuch für außereuropäische Geschichte 4 (in cooperation with Willi Paul Adams et al.), Münster: Lit 1994.
- Indien. Kultur, Politik, Wirtschaft, Umwelt. Ein Handbuch, München: C. H. Beck 1995.
- Our Laws. Their Lands. Land Use in Modern Colonial Societies (together with Jap de Moor) (= Periplus Parerga. 2), Münster: Lit 1995.
- Periplus 1995. Jahrbuch für außereuropäische Geschichte 5 (in cooperation with Willi Paul Adams et al.), Münster: Lit 1995.
- Liberalising India. Progress and Problems, New Delhi (= South Asian Studies. 29): Manohar 1996.
- Periplus 1996. Jahrbuch für außereuropäische Geschichte 6 (in cooperation with Willi Paul Adams et al.), Münster: Lit 1996.
- Legitimacy and Conflict in South Asia (together with Subrata K. Mitra), New Delhi: Manohar 1997.
- Periplus 1997. Jahrbuch für außereuropäische Geschichte 7 (in cooperation with Willi Paul Adams et al.), Münster: Lit 1997.
- Periplus 1998. Jahrbuch für außereuropäische Geschichte 8 (in cooperation with Willi Paul Adams et al.), Münster: Lit 1998.
- Aneignung und Selbstbehauptung. Antworten auf die europäische Expansion, München: Oldenbourg 1999.
- Periplus 1999. Jahrbuch für außereuropäische Geschichte 9 (in cooperation with Willi Paul Adams et al.), Münster: Lit 1999.

### Artikel
- "Political Factions and the Great Awakening", in: Pennsylvania History 24, 1959, p. 4 ff.
- "The German Problem of Colonial Pennsylvania", in: Pennsylvania Magazine of History and Biography, 84, 1960, p. 1 ff.
- "The Punjab Press and Non-Cooperation in 1920", in: Indian History Congress. Proceedings of the 23rd Session, Aligarh 1960 p. 39–47.
- "Reform and Repression, 1907–1910", in: Indian History Congress. Proceedings of the 24th Session, Delhi 1961, p. 127–139.
- "Bewegung und Verfassung. Eine Untersuchung der politischen Willensbildung in Indien, 1900–1950", in: Vierteljahrshefte für Zeitgeschichte 10, 1962, p. 126–148.
- "Constitutional Reforms versus National Agitation in India, 1900–1950", in: Journal of Asian Studies 21, 1962, p. 505–522.
- "Lee Kuan Yew, der Gegenspieler in Singapur", in: Indo-Asian 5, 1963, p. 326–330.
- "Nationenbildung in Indien", in: Vierteljahrshefte für Zeitgeschichte 11, 1963, p. 392–403.
- "Indonesien und die Weltpolitik", in: Studien zur Entwicklung in Süd- und Ostasien, Neue Folge Pt. 3., Frankfurt am Main (= Schriften des Instituts für Asienkunde in Hamburg. 16), 1964, p. 1–28.
- "Die Rolle der westlichen Bildungsschicht in den politischen Massenbewegungen in Indien im 20. Jahrhundert", in: XXI Congrés International des Sciences Historiques, Rapport II, 1965, p. 163–176.
- "Friedrich Schlegel and the Wisdom of India", in: Heima Rau (Hrsg.): South Asian Studies, New Delhi (= Max Müller Bhavan Publications. 2), 1965, p. 1–18.
- "Three Systems of Higher Education: India, Germany, U.S.A.", in: Yearbook of the Max Müller Bhavan, New Delhi 1965, p. 17–36.
- "Die historische Analyse des Bodenrechts als eine Grundlage für das Verständnis gegenwärtiger Agrarstrukturprobleme, dargestellt am Beispiel Indiens", in: Jahrbuch des Südasien-Instituts der Universität Heidelberg, 1966, p. 149–166.
- "Nehru and Early Indian Socialism", in: S.N. Mukherjee (Hrsg.): South Asian Affairs II. The Movements for National Freedom in India, Oxford (= St. Anthony's Papers. 18), 1966, p. 98–111.
- "Geschichtswissenschaft und Entwicklungspolitik", in: Vierteljahrshefte für Zeitgeschichte 15, 1967, p. 325–340.
- "The Bengal Tenancy Act of 1885 and ist Impact on Legislation in other Provinces", in: Bengal Past and Present 86, 1967, p. 90–105.
- "Emancipation or Re-Integration. The Politics of Gopal Krishna Gokhale and Herbert Hope Risley", in: D. A. Low (Hrsg.): Soundings in Modern South Asian History, London 1968, p. 131–158.
- "Indien im wechselnden Urteil der Sowjetunion", in: Außenpolitik 19, 1968, p. 437–446.
- "Indien und die Sowjetunion. Handelsbeziehungen und Entwicklungshilfe", in: Indo-Asia 2, 1968, p. 247–260.
- "Süd- und Südostasien", in: Internationale Politik 1962, 1968, p. 335–368.
- "Südasien-Zentren an amerikanischen Universitäten", in: Indo-Asia 10, 1968, p. 174–182.
- "Chinas Einfluss in den Randgebieten Südasiens", in: Internationale Politik 1963, 1969, p. 401–405.
- "Die Begrenzte Neuorientierung Pakistans in der internationalen Politik", in: Internationale Politik 1963, 1969, p. 417–422.
- "Die Grenzkonflikte Indiens und ihre Folgen für die Bündnisfreiheit", in: Internationale Politik 1963, 1969, p. 405–416.
- "Gandhi als Phänomen der indischen Politik", in: Aus Politik und Zeitgeschichte. Beilage zur Wochenzeitung "Das Parlament" 10, 1969, p. 3–13.
- "Gandhi als schöpferischer Politiker", in: Dietmar Rothermund u. a. (Hrsg.): Mahatma Gandhi 1869–1969, Bonn 1969, p. 7–14.
- "Government, Landlord and Tenant in India, 1875–1900", in: Indian Economic and Social History Review 6, 1969, p. 351–367.
- "India and the Soviet Union", in: Annals of the American Academy of Political and Ocial Sciences 386, 1969, p. 78–88.
- "Bewegung und Verfassung. Eine Untersuchung der politischen Willensbildung in Indien, 1900–1950", in: Rudolf von Albertini (Hrsg.): Moderne Kolonialgeschichte, Köln 1970, p. 365–388.
- "Constitutional Reforms versus National Agitation in India, 1900–1950", in: Dietmar Rothermund (Hrsg.): The Phases of Indian Nationalism and Other Essays, Bombay 1970, p. 116–143.
- "Die historische Analyse des Bodenrechts als eine Grundlage für das Verständnis gegenwärtiger Agrarstrukturprobleme dargestellt am Beispiel Indiens", in: Rudolf von Albertini (Hrsg.): Moderne Kolonialgeschichte, Köln 1970, p. 293–309.
- "Emancipation or Re-Integration. The Politics of Gopal Krishna Gokhale and Herbert Risley", in: Dietmar Rothermund (Hrsg.): The Phases of Indian Nationalism and Other Essays, Bombay 1970 p. 26–56.
- "Ideologie und Machtkämpfe in Asien", Internationale Politik 1964–1965, 1970, p. 4–20.
- "Impediments to ‚Development from Below‘ in India's Economic History", in: Asian and African Studies 6, 1970, p. 47–73.
- "Impediments to ‚Development from Below‘ in India's Economic History", in: Dietmar Rothermund (Hrsg.): The Phases of Indian Nationalism and Other Essays, Bombay 1970, p. 221–248.
- "Impediments to ‚Development from Below‘ in India's Economic History", in: Martin Rudner (Hrsg.): Society and Development in Asia, Jerusalem 1970, p. 47–73.
- "India’s Silver Currency. An Aspect of Monetary Policy of British Imperialism", in: Indian Economic and Social History Review 7, 1970, p. 351–367.
- "India’s Silver Currency. An Aspect of Monetary Policy of British Imperialism", in: Dietmar Rothermund (Hrsg.): The Phases of Indian Nationalism and Other Essays, Bombay 1970, p. 249–266.
- "Nehru and Early Indian Socialism", in: Dietmar Rothermund (Hrsg.): The Phases of Indian Nationalism and Other Essays, Bombay 1970, p. 65–80.
- "Political Factions and the Great Awakening", in: D. B. Rutman (Hrsg.): The Great Awakening, New York 1970.
- "Reform and Repression, 1907–1910", in: Dietmar Rothermund (Hrsg.): The Phases of Indian Nationalism and Other Essays, Bombay 1970, p. 83–92.
- "The Bengal Tenancy Act of 1885 and ist Impact on Legislation in other Provinces", in: Dietmar Rothermund (Hrsg.): The Phases of Indian Nationalism and Other Essays, Bombay 1970, p. 197–217.
- "The Punjab Press and Non-Cooperation in 1920", in: Dietmar Rothermund (Hrsg.): The Phases of Indian Nationalism and Other Essays, Bombay 1970, p. 93–103.
- "The Role of the Western Educated Elite in Political Mass Movements in India in the 20th Century", in: Dietmar Rothermund (Hrsg.): The Phases of Indian Nationalism and Other Essays, Bombay 1970, p. 144–162.
- "Traditionalism and Socialism in Vivekananda’s Thought", in: Quest 67, 1970, p. 34–38.
- "Traditionalism and Socialism in Vivekananda’s Thought", in: Dietmar Rothermund (Hrsg.): The Phases of Indian Nationalism and Other Essays, Bombay 1970, p. 57–64.
- "Süd- und Südostasien", in: Internationale Politik 58–60, 1971, p. 787–842.
- "The Record of Rights in British India", in: Indian Economic and Social History Review 8, 1971, p. 443–461.
- "Marginalität und Elite in Entwicklungsländern", in: Die Dritte Welt 1, 1972, p. 15–22.
- "Freedom of Contract and the Problem of Land Alienation in British India", in: South Asia 3, 1973, p. 57–78.
- "Impediments to ‚Development from Below‘ in India's Economic History", in: Kulturabteilung der Deutschen Botschaft New Delhi (Hrsg.): German Scholars on India, New Delhi (= Contributions in Indian Studies. 1), 1973, p. 245–267.
- "Max Müller and India’s Quest for a National Past", in: Heimo Rau (Hrsg.): Max Müller: 150th Birth Anniversary, Bombay (Dialogue 1972/73), 1973, p. 53–62.
- "Nationalismus und Staatsbildung in Indien", in: Theodor Schieder (Hrsg.): Staatsgründungen und Nationalitätsprinzip, München (= Studien zur Geschichte des neunzehnten Jahrhunderts. 7), 1974, p. 153–160.
- "Probleme der deutsch-indischen Kulturbeziehungen", in: Indo-Asia 16, 1974, p. 26–35.
- "Akkulturation und Herrschaft in Indien", in: Zeitschrift für Kulturaustausch 24(4), 1974, p. 42–46.
- "Indiens Verhältnis zu seiner Geschichte", in: Indo-Asia 17, 1975, p. 41–50.
- "Regionale Schwerpunkte in der indischen Geschichte", in: Indo-Asia 17, 1975, p. 249–260.
- "Gebundene Gesellschaft. Soziale Schichtung und Emanzipation in Indien", in: Ulrich Engelhardt (Hrsg.): Soziale Bewegung und politische Verfassung, Stuttgart 1976, p. 394–414.
- "Koloniales Erbe und Wirtschaftsentwicklung in Indien", in: Indo-Asia 18, 1976, p. 140–146.
- "The Land Revenue Problem in British India", in: Bengal Past and Present 97, 1976, p. 210–226.
- "A Survey of Rural Migration and Land Reclamation in British India, 1885", in: Journal of Peasant Studies 4, 1977, p. 230–242.
- "Europe and Asia in the Age of Mercantilism", in: Yearbook of the Max Müller Bhavan 1978, New Delhi 1978, p. 87–96.
- "Nationalismus und sozialer Wandel in der Dritten Welt – 12 Thesen", in: Otto Dann (Hrsg.): Nationalismus und sozialer Wandel, Hamburg 1978, p. 187–208.
- "Recent Work on Indian History in the Federal Republic of Germany", in: Yearbook of the Max Müller Bhavan 1978, New Delhi 1978, p. 81–86.
- "Tenancy Legislation for Chota Nagpur: The Emphasis on Executive Protection", in: Dietmar Rothermund, D. C. Wadhwa (Hrsg.): Zamindars Mines and Peasants. Studies in the History of an Indian Coalfield and It’s Rural Hinterland, New Delhi (= South Asian Studies. 9a; Dhanbad Research Project. 1), 1978, p. 69–83.
- "The Coalfield: An Enclave in a Backward Region", in: Dietmar Rothermund, D. C. Wadhwa (Hrsg.): Zamindars, Mines and Peasants. Studies in the History of an Indian Coalfield and Ist Rural Hinterland, New Delhi (= South Asian Studies. 9a; Dhanbad Research Project. 1), 1978, p. 1–20.
- "Traditionalism and National Solidarity in India", in: R.J. Moore (Hrsg.): Tradition and Politics in South Asia, New Delhi 1979, p. 191–197.
- "Epilogue: Urban Growth and Rural Stagnation", in: Dietmar Rothermund, Erhard Kropp, Gunther Dienemann (Hrsg.): Urban Growth and Rural Stagnation, New Delhi (= South Asian Studies. 9b; Dhanbad Research Project. 2), 1980, p. 453–463.
- "The Great Depression and British Financial Policy in India, 1929–1934", in: The Indian Economic and Social History Review 17, 1980.
- "British Foreign Trade Policy in India during the Great Depression, 1929–1939", in: The Indian Economic and Social History Review 18, 1981, p. 349–376.
- "Indiens Zukunft", in: Indo-Asia 23, 1981, p. 7–17.
- "Pakistan’s Relations with India and Afghanistan", in: Journal of South Asian and Middle Eastern Studies 5, 1981, p. 23–32.
- "Die Dimensionen der Armut: Indien und der Lebensqualitätsindex", in: Norbert Wagner and Hans Christoph Rieger (Hrsg.): Grundbedürfnisse als Gegenstand der Entwicklungspolitik: Interdisziplinäre Aspekte der Grundbedarfsstrategie, Wiesbaden 1982, p. 163–174.
- "Einführungserklärung für die Arbeitsgemeinschaft Außereuropäischer Geschichte im Verband der Historiker Deutschlands", in: Wissenschaftsbörse Entwicklungspolitik 82, 1982, p. 11–12.
- "Pakistans Beziehungen zu Indien und Afghanistan", in: Vierteljahresberichte: Probleme der Entwicklungsländer 87, 1982, p. 29–36.
- "Probleme der nationalen Integration in Südasien", in: Heinrich A. Winkler (Hrsg.): Nationalismus in der Welt von heute, Göttingen 1982, p. 130–156.
- "A Survey of Rural Migration and Land Reclamation in British India, 1885", in: Dietmar Rothermund (Hrsg.): The Indian Economy under British Rule and Other Essays, New Delhi 1983, p. 54–72.
- "British Foreign Trade Policy in India during the Great Depression, 1929–1939", in: Dietmar Rothermund (Hrsg.): The Indian Economy under British Rule and Other Essays, New Delhi 1983, p. 175–208.
- "Chinas verspätete Krise: 1933–1935", in: Dietmar Rothermund (Hrsg.): Die Peripherie in der Weltwirtschaftskrise: Afrika, Asien und Lateinamerika 1929–1939, Paderborn (= Sammlung Schöningh zur Geschichte und Gegenwart. 143), 1983, p. 226–244.
- "Die Anfänge der indischen Wirtschaftsplanung im Zweiten Weltkrieg", in: P. Halblützel et al. (Hrsg.): Dritte Welt. Historische Prägung und politische Herausforderung. Festschrift für Rudolf von Albertini zum 60. Geburtstag, Wiesbaden (= Beiträge zur Kolonial- und Überseegeschichte. 24), 1983, p. 81–93.
- "Die Interferenz von Agrarpreissturz und Freiheitskampf in Indien", in: Dietmar Rothermund (Hrsg.): Die Peripherie in der Weltwirtschaftskrise. Afrika, Asien und Lateinamerika 1929–1939, Paderborn (= Sammlung Schöningh zur Geschichte und Gegenwart. 143), 1983, p. 128–143.
- "Social Structure and Emancipation in India", in: Dietmar Rothermund (Hrsg.): The Indian Economy under British Rule and Other Essays, New Delhi 1983, p. 23–41.
- "The Great Depression and British Financial Policy in India, 1929–1934", in: Dietmar Rothermund (Hrsg.): The Indian Economy under British Rule and Other Essays, New Delhi 1983, p. 152–174.
- "The Land Revenue Problem in British India", in: Dietmar Rothermund (Hrsg.): The Indian Economy under British Rule and Other Essays, New Delhi 1983, p. 92–113.
- "The Record of Rights in British India", in: Dietmar Rothermund (Hrsg.): The Indian Economy under British Rule and Other Essays, New Delhi 1983, p. 73–91.
- "Weltgefälle und Weltwirtschaftskrise", in: Dietmar Rothermund (Hrsg.): Die Peripherie in der Weltwirtschaftskrise. Afrika, Asien und Lateinamerika 1929–1939, Paderborn (= Sammlung Schöningh zur Geschichte und Gegenwart. 143), 1983, p. 14–35.
- "History as a Social Process and as a Social Science", in: Ravinder Kumar (Hrsg.): Philosophical Theory and Social Reality, New Delhi, p. 79–98.
- "Indien 2000", in: Asien 10, 1984, p. 22–38.
- "Nord-Süd Dialog und Entwicklungshilfe: Indiens Wirtschaft in der Welt der Gegenwart", in: Institut für wissenschaftliche Zusammenarbeit mit Entwicklungsländern (ed.): Indien: Probleme eines Schwellenlandes, Tübingen (= Reihe Länderseminare), 1984, p. 8–27.
- "Wilhelm Hahn und das Südasien-Institut", in: H. Reutlinger, G. G. Wolf (Hrsg.): Kreuzwege. Festschrift für Kulturminister a. D. Prof. Dr. Wilhelm Hahn zum 75. Geburtstag, Heidelberg 1984, p. 179–182.
- "Pfeffer, Silber, Seide. Europas Weg nach China", in: G. Sievernich et al. (Hrsg.): Europa und die Kaiser von China, Frankfurt am Main 1985, p. 38–57.
- "The German Intellectual Quest for India", in: 1960-1985. 25 Years Deutscher Akademischer Austauschdienst (DAAD) in New Delhi, 1985, p. 5–16.
- "Regionale Differenzierung in Indien. Britische Herrschaft, Freiheitskampf und Föderalismus", in: Hermann Kulke und Dietmar Rothermund (Hrsg.): Regionale Tradition in Südasien, Stuttgart 1985, p. 205–218.
- "Region, regionale Tradition und Regionalismus in Südasien. Versuch einer Einführung in die Thematik" (together with Hermann Kulke), in: Hermann Kulke and Dietmar Rothermund (Hrsg.): Regionale Tradition in Südasien, Stuttgart 1985, p. ix-xxiv.
- "Indien 1985: Eine innenpolitische Bilanz", in: Aus Politik und Zeitgeschichte. Beilage zur Wochenzeitung "Das Parlament" 10, 1985, p. 3–12.
- "Lala Lajpat Rai and Indian Nationalism", in: Maharshi Dayanand University Research Journal 1, 1986, p. 65–78.
- "The Legacy of the British-Indian in Independent India", in: Wolfgang J. Mommsen and Jürgen Osterhammel (Hrsg.): Imperialism and After, London 1986, p. 139–159.
- "25 Jahre Südasien-Institut", in: Ruperto Carola 39, 1987, p. 73–74.
- "Anfänge und Beweggründe der europäischen Expansion nach Übersee 1450-1650", in: Geschichte, Politik und ihre Didaktik 15, 1987, p. 5–12.
- "Die Entwicklung Indiens seit 1947", in: Ruperto Carola 39, 1987, p. 68–72.
- "India’s Economic Development: 1947–1987", in: Klaus Voll et al. (Hrsg.): Focus India. Prospects for Development, Bonn (Vierteljahresbericht, Forschungsinstitut der Friedrich-Ebert-Stiftung 110), 1987, p. 359–363.
- "Interdisciplinary Asian Area Studies Needed", in: Interdisciplinary Science Review 12, 1987, p. 6–8.
- "Introduction: The Fate of the Portuguese in Asia", in: Roderich Ptak (Hrsg.): Portuguese Asia Aspects in History and Economic History, 16th and 17th Century, Wiesbaden (= Beiträge zur Südasienforschung. 117), 1987, p. v-viii.
- "Problems of India’s Arrested Growth under British Rule", in: Clive Dewey (Hrsg.): Arrested Development in India, Delhi 1988, p. 3–11.
- "The Philosophical Context of the Development of German Indology", in: Indological Studies and South Asian Bibliography, Calcutta (National Library Conferences 3), 1988, p. 117–130.
- "Der Traditionalismus als Forschungsgegenstand für Historiker und Orientalisten", in: Saeculum 40, 1989, p. 142–148.
- "Regionale Disparitäten in Indien", in: Werner Draguhn (Hrsg.): Indien in den 90er Jahren, Hamburg (= Mitteilungen des Instituts für Asienkunde. 175), 1989, p. 31–43.
- "A Vulnerable Economy: India in the Great Depression, 1929–1939", in: S. Bose (Hrsg.): South Asia and World Capitalism, Delhi 1990, p. 305-24.
- "Economic and Social Indicators of Regional Disparities in India", in: Dietmar Rothermund and S. K. Saha. (Hrsg.): Regional Disparities in India. Rural and Industrial Dimensions, New Delhi 1990, p. 1–12.
- "Indien 1990: Bestandsaufnahme und Zukunftsperspektiven", in: Asien 35, 1990, p. 5–12.
- "Indien 1990: Strukturprobleme und Entwicklungstendenzen", in: Dietmar Rothermund (Hrsg.): Erste Heidelberger Südasiengespräche, Stuttgart (= Beiträge zur Südasienforschung. 135), 1990, p. 13–16.
- "Rabindranath Tragore in Darmstadt, 10. bis 14. Juni 1921", in: Edmund Weber (Hrsg.): Indien in Deutschland, Frankfurt am Main etc. 1990, p. 11–18.
- "Asian Emporia and European Bridgeheads", in: Dietmar Rothermund and Roderich Ptak (Hrsg.): Emporia, Commodities and Entrepreneurs in Asian Maritime Trade, c. 1400-1750, Stuttgart (= Beiträge zur Südasienforschung. 141), 1991, p. 3–8.
- "Asiatische Emporien und europäische Brückenköpfe", in: Periplus 1, 1991, p. 1–6.
- "Economic and Social Indicators of Regional Disparities in India", in: Dietmar Rothermund (Hrsg.): Regional Disparities in India. Rural and Industrial Dimensions, 1991, p. 1–11.
- "Problems of Parliamentarism in India", in: Asien 39, 1991, p. 21–31.
- "Wenn ich ein Tscheche wäre", in: Heidi Bonet-von der Thüsen (Hrsg.): Denkanstöße ´91. Ein Lesebuch aus Philosophie, Natur- und Humanwissenschaften, München (= Serie Piper. 1171), 1991, p. 85–88.
- "Geschichte als Fragment. Konvergente Verursachung, disparate Wirkungen und beziehungslose Zeitgenossenschaft", in: H.D. Ebbinghaus, G. Vollmer (Hrsg.): Denken unterwegs, Stuttgart 1992, p. 93–104.
- "Staat und Gesellschaft in Indien nach der Erlangung der Unabhängigkeit", in: E. Gormsen, A. Timm (Hrsg.): Zivilgesellschaft und Staat in der Dritten Welt, Mainz (= Interdisziplinärer Arbeitskreis Dritte Welt, Veröffentlichungen. 6), 1992, p. 105–114.
- "Staat und Gesellschaft in Indien", in: Jürgen Elvert und Michael Salewski (Hrsg.): Staatenbildung in Übersee, Stuttgart (= Historische Mitteilungen. Beiheft. 2), 1992, p. 125–136.
- "Town and Country in India", in: J. Johansen, E. Petersen, H. Stevnsborg (Hrsg.): Clashes of Cultures. Essays in Honour of Niels Steensgaard, Odense 1992, p. 273–283.
- "Dokument zum Thema: Koçibeys Denkschrift über den Verfall des Osmanischen Reiches", in: Periplus 1993, p. 61–68.
- "German Tamilology: Foreword", in: C.S. Mohanavelu, German Tamilology. German Contributions to Tamil Language, Literature and Culture During the Period 1706–1945, Madras 1993, p. vi-vii.
- "Nationale und regionale Geschichtsschreibungen in Indien", in: Periplus 1993, p. 75–83.
- "Vasco da Gama und der Weg nach Calicut", in: Christof Dipper und Martin Vogt (Hrsg.): Ringvorlesung: Entdeckungen und frühe Kolonien, Darmstadt (Technische Hochschule Darmstadt, Schriftenreihe Wissenschaft und Technik. 63), 1993, p. 187–209.
- "Zerstörung der Moschee von Ayodhya – Indiens Schicksalsstunde?" in: Geographische Rundschau 45 (11), November 1993, p. 626–630.
- "Gandhi’s Concepts of Individual Conduct and Social Life", in: Indian Horizons 43, 1994, p. 179–184 (Special Issue: Gandhi 125 Years (Hrsg.): By B. R. Nanda).
- "Indien", in: Dieter Nohlen and Frank Nuscheler (Hrsg.): Handbuch der Dritten Welt, Band 7: Südasien und Südostasien. 3. Auflage. Bonn 1994, p. 205–243.
- "Land-Revenue Law and Land Records in British India", in: Jap de Moor and Dietmar Rothermund (Hrsg.): Our Laws, Their Lands, Münster 1994, p. 120–133.
- "Das Bevölkerungswachstum", in: Dietmar Rothermund (Hrsg.): Indien. Kultur, Geschichte, Politik, Wirtschaft, Umwelt, München 1995, p. 59–65.
- "Das Bildungswesen", in: Dietmar Rothermund (Hrsg.): Indien. Kultur, Geschichte, Politik, Wirtschaft, Umwelt, München 1995, p. 339–348.
- "Die deutsch-indischen Beziehungen", in: Dietmar Rothermund (Hrsg.): Indien. Kultur, Geschichte, Politik, Wirtschaft, Umwelt, München 1995, p. 472–482.
- "Die Industrialisierung Indiens im 19. und 20. Jahrhundert", in: Peter Feldbauer u. a. (Hrsg.): Industrialisierung: Entwicklungsprozesse in Afrika, Asien und Lateinamerika, Frankfurt am Main/Wien (= Beiträge zur Historischen Sozialkunde. Beiheft 6/1995), 1995, p. 101–116.
- "Die Stadien der wirtschaftlichen Entwicklung", in: Dietmar Rothermund (Hrsg.): Indien. Kultur, Geschichte, Politik, Wirtschaft, Umwelt, München 1995, p. 485–501.
- "Die Stellung der Frau in der Gesellschaft" (together with Chitra Rothermund), in: Dietmar Rothermund (Hrsg.): Indien. Kultur, Geschichte, Politik, Wirtschaft, Umwelt, München 1995, p. 134–139.
- "Epochen der indischen Geschichte", in: Dietmar Rothermund (Hrsg.): Indien. Kultur, Geschichte, Politik, Wirtschaft, Umwelt, München 1995, p. 77–100.
- "Genossenschaften, Gewerkschaften und Verbände", in: Dietmar Rothermund (Hrsg.): Indien. Kultur, Geschichte, Politik, Wirtschaft, Umwelt, München 1995, p. 537-49.
- "Indien als asiatische Großmacht", in: Internationale Politik 50 (5), Mai 1995, p. 47–52.
- "Indien. Von der Planwirtschaft zur Liberalisierung", in: Wolfram Fischer (Hrsg.): Lebensstandard und Wirtschaftssysteme, Frankfurt am Main (= Veröffentlichungen der DG Bank. 20), 1995, p. 501–542.
- "Parlamentarische Demokratie und Föderalismus", in: Dietmar Rothermund (Hrsg.): Indien. Kultur, Geschichte, Politik, Wirtschaft, Umwelt, München 1995, p. 389–408.
- "Regionale Diskrepanzen", in: Dietmar Rothermund (Hrsg.): Indien. Kultur, Geschichte, Politik, Wirtschaft, Umwelt, München 1995, p. 66–73.
- "Sri Lanka – Geschichte und Gegenwart", in: Georg Berkemer and Tilman Frasch (Hrsg.): Sri Lanka. Fünfte Heidelberger Südasiengespräche, Stuttgart (= Beiträge zur Südasienforschung. 171), 1995, p. 1–6.
- "Staat und Markt in Indien 1757–1995", in: Helga Breuninger und Rolf Peter Sieferle (Hrsg.): Markt und Macht in der Geschichte, Stuttgart 1995, p. 177–205.
- "Indien am Scheideweg", in: Blätter für deutsche und internationale Politik 8, 1996, p. 945–952.
- "Wirtschaftsgesinnung im Hinduismus", in: Geographische Rundschau 48, 1996, p. 352–357.
- "Liberalisierung in Indien", in: Ruperto Carola 3, 1996, p. 16–22.
- "Conflict as a Challenge to Legitimacy. A Historical Perspective", in: Subrata K. Mitra and Dietmar Rothermund (Hrsg.): Legitimacy and Conflict in South Asia, New Delhi 1997, p. 7–16.
- "Deutschland und Südasien – Partnerschaft in Gegenwart und Zukunft", in: Georg Berkemer and Tilman Frasch (Hrsg.): Die Deutsche Zusammenarbeit mit Südasien. Sechste Heidelberger Südasiengespräche, Stuttgart 1997 (= Beiträge zur Südasienforschung. 176), 1997, p. 9–14.
- "Historische Aspekte der Ernährungssicherung in Indien", in: Hans-Georg Bohle u. a. (Hrsg.): Ernährungssicherung in Südasien. Siebte Heidelberger Südasiengespräche, Stuttgart 1997 (= Beiträge zur Südasienforschung. 178), 1997, p. 31–36.
- "Indiens Rolle in der globalen Politik", in: Erich Reiter (Hrsg.): Österreichisches Jahrbuch für internationale Sicherheitspolitik 1997, Graz/Wien/Köln 1997, p. 359–373.
- "Konstruktionen nationaler Solidarität in Asien. Universalismus und Traditionalismus", in: M. Brocker and Heino Nau (Hrsg.): Ethnozentrismus. Möglichkeiten und Grenzen des interkulturellen Dialogs, Darmstadt 1997, p. 170–190.
- "Nationalism and the Reconstruction of Traditions in Asia", in: Sri Kuhnt-Saptowedo u. a. (Hrsg.): Nationalism and Cultural Revival in Southeast Asia: Perspectives from the Centre and the Region, Wiesbaden 1997, p. 13–28.
- "Indiens Wachstum in einem halben Jahrhundert", in: Indien in der Gegenwart 2 (1–2), 1997, p. 163–171.
- "Außenpolitik und Entwicklungsstrategien in Indien und Bangladesh", in: Jahrbuch für Internationale Politik 1995–96, München 1998, p. 239–246.
- "Die Macht der Geschichte", in: Der Bürger im Staat 48,1 (Themenheft ("Indien")) (Hrsg.) Landeszentrale für politische Bildung, Stuttgart 1998, p. 15–19.
- "Gandhis Begegnung mit der Gewalt", in: Rolf-Peter Sieferle and Helga Breuninger (Hrsg.): Kulturen der Gewalt. Ritualisierung und Symbolisierung von Gewalt in der Geschichte, Frankfurt/New York 1998, p. 241–252.
- "The Fall-out of a New Political Regime in India", in: Asien 68, 2, 1998, p. 5–20.
- "Der Seeweg nach Indien", in: Periplus. Jahrbuch für außereuropäische Geschichte 8, 1998, p. 1–8.
- "Geschichte von unten: Die ‚subaltern studies‘ in Indien", in: Jahrbuch für die Geschichte Lateinamerikas 35, 1998, p. 301–318.
- "Globalgeschichte, Weltgeschichte, Universalgeschichte", in: Beiträge zur Historischen Sozialkunde, Sondernummer 1998, S. 4–10.
- "Indiens Arbeiterklasse als Forschungsgegenstand in der DDR", in: Wolf-Hagen Krauth und Ralf Wolz (Hrsg.): Wissenschaft und Wiedervereinigung. Asien- und Afrikawissenschaften im Umbruch, Berlin 1998, p. 363–372.
- "Mahatma Gandhi’s Ethics", in: Jaroslav Vacek and Jan Dvorak (Hrsg.): Trends in Indian Studies. Proceedings of the ESIS. Prague 1998, p. 151–158.
- "Von den Moguln zu den Briten – Indien von 1526 bis 1857", in: Brockhaus. Die Weltgeschichte. Bd. 4: Wege in die Moderne (1650–1850), Leipzig/Mannheim 1998, p. 484–499.
- "Das Attentat auf Mahatma Gandhi", in: Roland Aegerter (Hrsg.): Politische Attentate des 20. Jahrhunderts, Zürich 1999, p. 125–139.
- "The Changing Pattern of British Trade in Indian Textiles, 1701–1757", in: Sushil Chaudhury und Michel Morineau (Hrsg.): Merchants, Companies and Trade. Europe and Asia in the Early Modern Era, Cambridge 1999, p. 276–286.
- "Europa und Indien", in: Werner Weidenfeld (Hrsg.): Europa-Handbuch, Gütersloh 1999, p. 741–749.
- "Indiens Wirtschaftspolitik im Zeitalter der Globalisierung", in: Geographische Rundschau, 51,3, 1999, p. 90–95.
- "Regionale Disparitäten in Indien", in: Werner Draguhn (Hrsg.): Indien 1999, Hamburg 1999, p. 273–287.
- "Der Strukturwandel des britischen Kolonialstaates in Indien, 1757–1947", in: Wolfgang Reinhard (Hrsg.): Verstaatlichung der Welt?, München 1999, p. 69–86.

- Gita Dharampal: Nachruf Rothermund. Ein Riese der deutschen Südasien-Geschichte ist verstorben. auf: sai.uni-heidelberg.de. Abgerufen am 12. August 2021.
- Andreas Eckert: Ein Morgenlandfahrer. In: Frankfurter Allgemeine Zeitung. 14. Januar 2013, S. 32.
- Andreas Eckert: Innere Mission. Dietmar Rothermund (1933–2020) und die Geschichte der Weltregionen in Deutschland. In: Geschichte und Gesellschaft. Jg. 46, Nr. 4, 2020, S. 750–761.
- Dagmar Engels: 37th. Historikertag (Bamberg, 12–16 October 1988). In: German History. Jg. 7, Nr. 1, 1989, S. 115–117.
- Harald Fischer-Tiné: Cosmopolitan, Bridge-Builder and Missionary: Prof. Dietmar Rothermund, 1933–2020. In: South Asia. Journal of South Asian Studies. 2021.
- Hermann Kulke: Nekrolog. Dietmar Rothermund (1933–2020). auf: sai.uni-heidelberg.de. Abgerufen am 12. August 2021.
- Hermann Kulke: Dietmar Rothermund (1933–2020). In: Historische Zeitschrift. Bd. 313, Heft 2, 2021, S. 399–407.

### Bücher
- Ajay Kumar Jain: Explorations in the History of South Asia. Essays in Honour of Dietmar Rothermund. Festschrift for Dietmar Rothermund. Delhi 2001.
- Michael Mann (Hrsg.): Modernes Indien in deutschen Archiven (MIDA). In memoriam Dietmar Rothermund. Heidelberg 2022.